# Parti vert (Bulgarie)
Ne doit pas être confondu avec Mouvement vert (Bulgarie).
Le Parti vert (en bulgare : Зелена Pартия (Zelena Partija)) est un parti politique de Bulgarie. Fondé le 28 décembre 1989 à Sofia, le parti a pour principal dirigeant Aleksandăr Karakačanov.

## Présentation
Le parti a appartenu ou appartient au coalitions suivantes :
- élections législatives de 1990 : coalition menée par le SDS (Union des forces démocratiques),
- élections législatives de 1991 : coalition menée par le SDS et les libéraux,
- élections législatives de 1994 : coalition DAR (Alternative démocratique pour la République), incluant le Parti vert, le Parti social-démocrate bulgare, le Parti de l'alternative sociale-libérale (ASLP) et l'Union civile pour la République,
- élections législatives de 1997 : coalition ONS (Union pour le salut national), incluant le Parti vert et diverses autres formations,
- élections législatives de 2001 : Coalition pour la Bulgarie, aux côtés du Parti socialiste bulgare et d'autres formations,
- élections législatives de 2005 : Coalition pour la Bulgarie, aux côtés du Parti socialiste bulgare et d'autres formations.

Bien que la coalition ait remporté 82 sièges aux élections de 2005, le Parti vert ne dispose d'aucun député au Parlement. Il dispose toutefois, depuis le 7 septembre 2005, dans le gouvernement de Sergueï Stanichev, d'un représentant : Dimităr Bongalov, vice-ministre de la Justice.
Pour les élections européennes du 20 mai 2007 (qui résultent de l'adhésion officielle de la Bulgarie à l'Union européenne, le 1er janvier précédent), le Parti vert a choisi de se présenter sur une liste autonome.